# هیدرومتئورولوژی

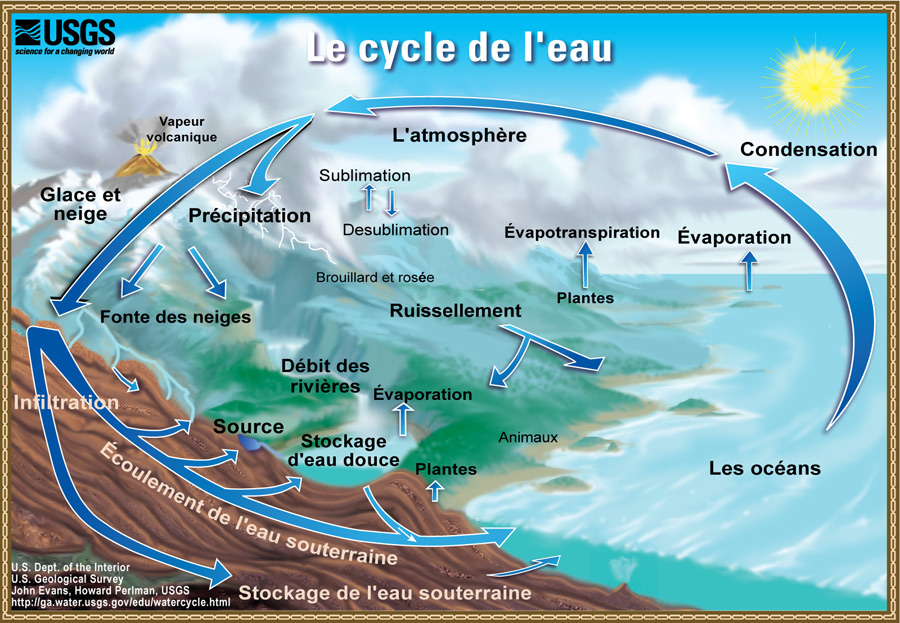
چرخه آب - فرانسوی

هیدرومتئورولوژی یا آب-هواشناسی کاربرد هواشناسی را در مسائل هیدرولوژی مورد بررسی قرار می‌دهد. به عبارت دیگر هیدرومتئورولوژی را می‌توان علمی دانست که درباره مسائل مشترک بین هواشناسی و هیدرولوژی بحث می‌کند. بعضی از افراد معتقدند هیدرومتئورولوژی بخشی از علم هیدرولوژی است که فرایندهای آن در بالای سطح زمین یعنی در اتمسفر اتفاق می‌افتد.

## پیش بینی آب-هواشناسی
یکی از مهم‌ترین ویژگی‌های آب‌-هواشناسی پیش‌بینی و تلاش برای کاهش اثرات رویدادهای مرتبط با بارندگی های زیاد است. سه روش اصلی برای مدل‌سازی پدیده‌های هواشناسی در پیش‌بینی آب و هوا وجود دارد، از جمله پیش بینی کوتاه مدت (Nowcasting) پیش‌بینی عددی آب و هوا، و تکنیک‌های آماری.